# Vlajka Archangelské oblasti

Vlajka Archangelské oblasti
Poměr stran: 2:3

Vlajka Archangelské oblasti, jedné z oblastí Ruské federace, je tvořena bílým listem o poměru stran 2:3 se světle modrým, úhlopříčným křížem. Ramena kříže jsou široká 1/10 délky vlajky. Ve středu kříže je umístěn znak oblasti, včetně honosných kusů kolem štítu. Výška znaku je 10/23 šířky vlajky, šířka je 1/4 délky vlajky.
Vlajka nebyla schválena Heraldickou radou pod vedením ruského prezidenta. Jedním z důvodů byl svatoondřejský kříž, který je symbolem ruského námořnictva (má však tmavší odstín), zatímco oblast je pojmenována po archandělu Michaelovi, za jehož symbol je považována jiná podoba kříže. Dalším důvodem je použití znaku na vlajce (některé další oblasti však svůj znak na vlajce užívají).

## Historie
Archangelská oblast byla vyhlášena 23. září 1937. V sovětské éře oblast neužívala žádné symboly. 23. května 1995 přijalo oblastní shromáždění ústavu, která oblasti přiznává právo na užívání vlastního znaku, vlajky a hymny. 15. října 1996 vyhlásila hlava administrativy nařízením č. 661-r soutěž na oblastní symboly. Po dlouhé době byl v roce 2003 přijat popis znaku oblasti a v návaznosti na to obnovil gubernátor nařízením č. 710-r ze dne 11. srpna 2003 soutěž na symboly oblasti (se zavazující podmínkou přijatého popisu znaku). Výsledkem soutěže bylo sice doplnění popisu znaku, ale nebylo dlouho rozhodnuto o konečné podobě symbolů oblasti. 28. května 2008 byla (usnesením Archangelského oblastního shromáždění č. 1723 „O návrhu zákona O vlajce Archangelské oblasti”) vytvořena dohodovací komise. Po dopracování zákona byl 5. února 2009 schválen v 1. čtení zákon „O vlajce Archangelské oblasti”, který zavazoval oblastní administrativu k vyhlášení nové soutěže (do 1. června 2009). Vlajka oblasti byla schválena ve 3. čtení zákonem č. 56-5-OZ ze dne 23. září 2009.

### Návrhy vlajky
V průběhu přijímání vlajky Archangelské oblasti bylo navrženo několik vlajek:

Návrh vlajky Archangelské oblasti (2003) Poměr stran: 2:3
Návrh vlajky Archangelské oblasti (2003) Poměr stran: 2:3

## Vlajka Něneckého autonomního okruhu
Součástí Archangelské oblasti je Něnecký autonomní okruh, jeden z autonomních okruhů Ruské federace, který užívá vlastní vlajku.

Vlajka Něneckého autonomního okruhu Poměr stran: 2:3

## Vlajky okruhů a rajónů Archangelské oblasti

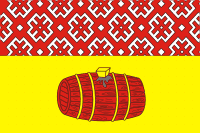
Velský rajón Poměr stran: 2:3
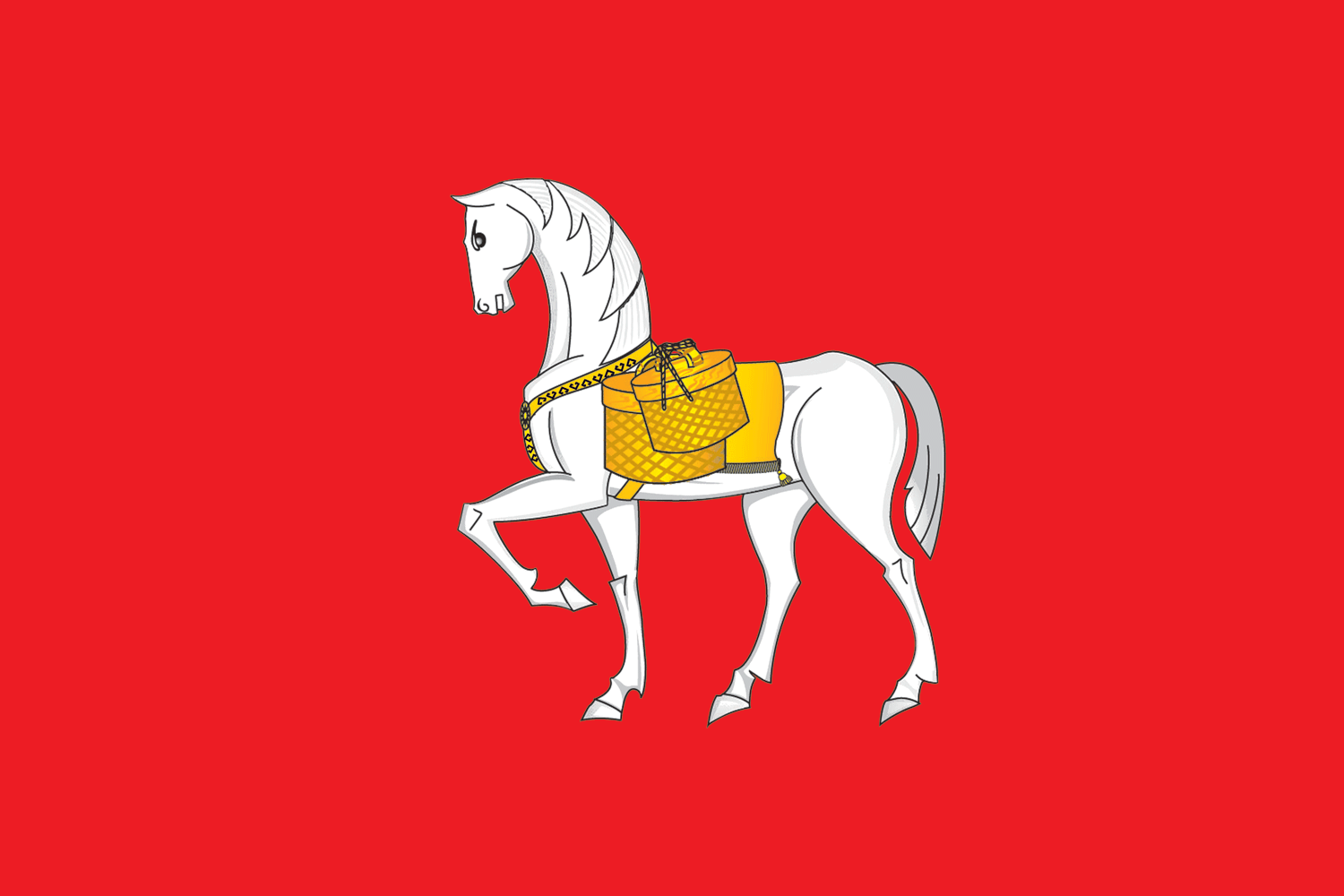
Konošský rajón Poměr stran: 2:3
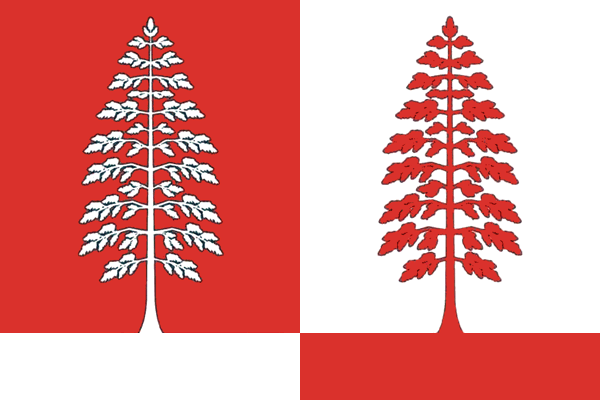
Krasnoborský rajón Poměr stran: 2:3
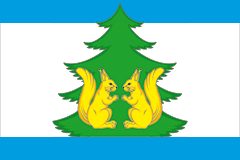
Lenský rajón Poměr stran: 2:3
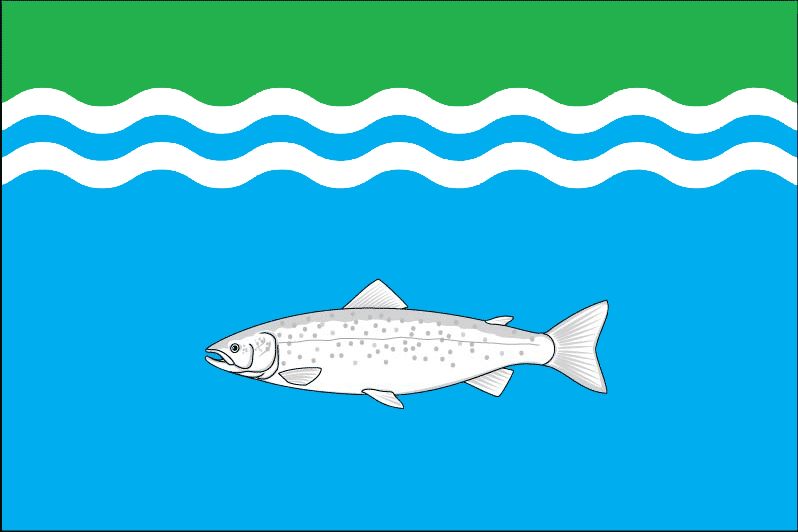
Oněžský rajón Poměr stran: 2:3
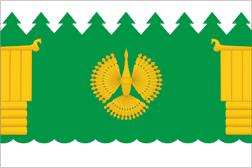
Piněžský rajón Poměr stran: 2:3
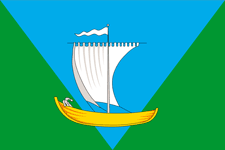
Primorský rajón Poměr stran: 2:3

Archangelská oblast se od 1. ledna 2019 člení na 7 městských okruhů, 12 obecních okruhů a 7 rajónů.
Městské okruhy

Archangelsk
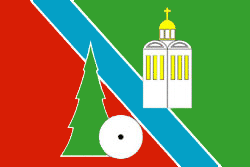
Korjažma Poměr stran: 2:3
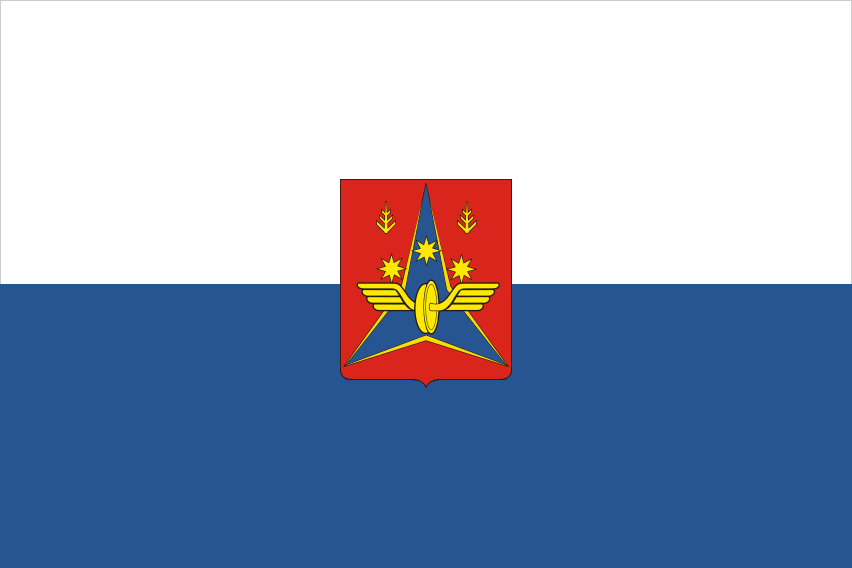
Kotlas Poměr stran: 2:3
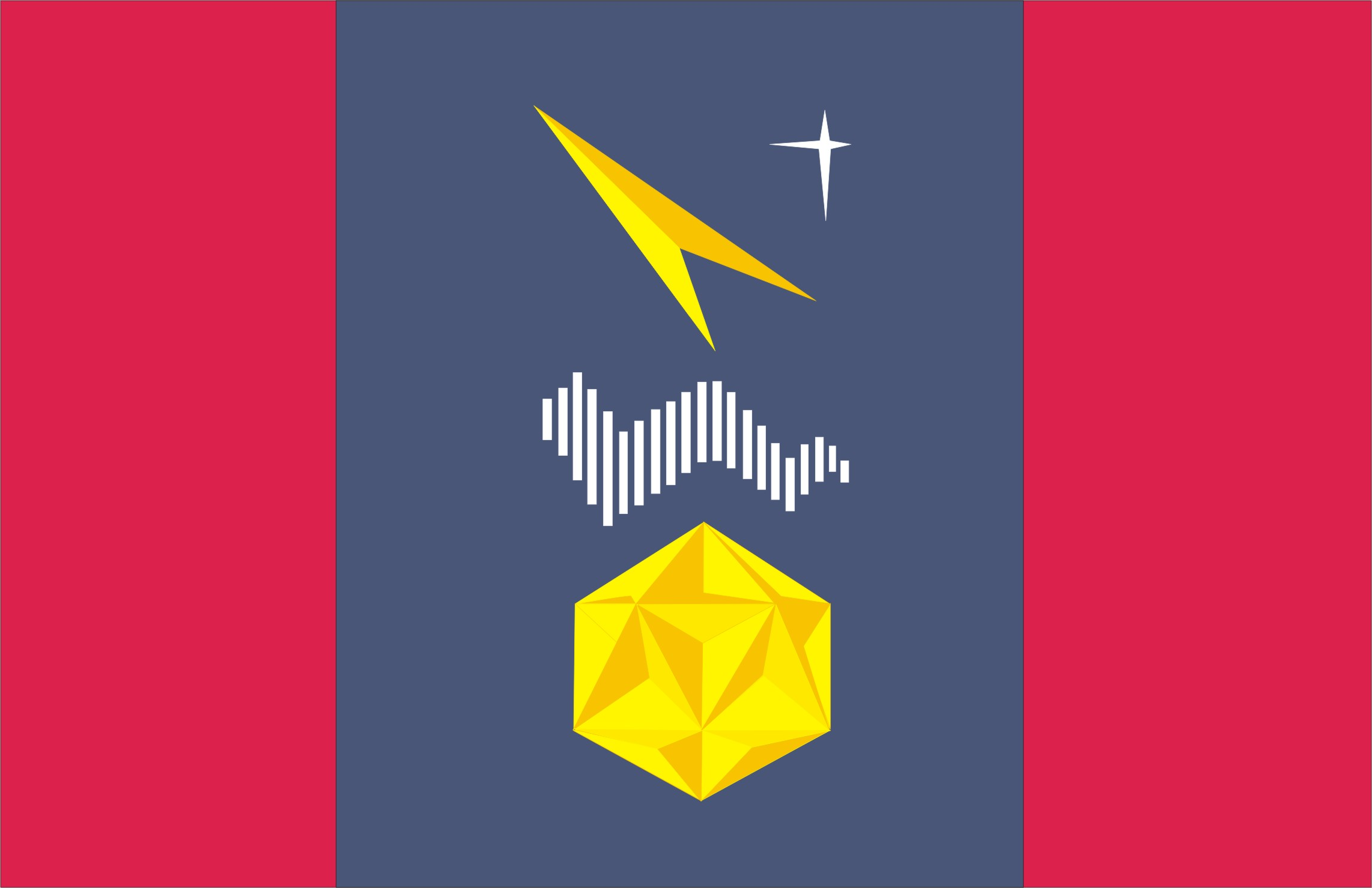
Mirnyj Poměr stran: 2:3
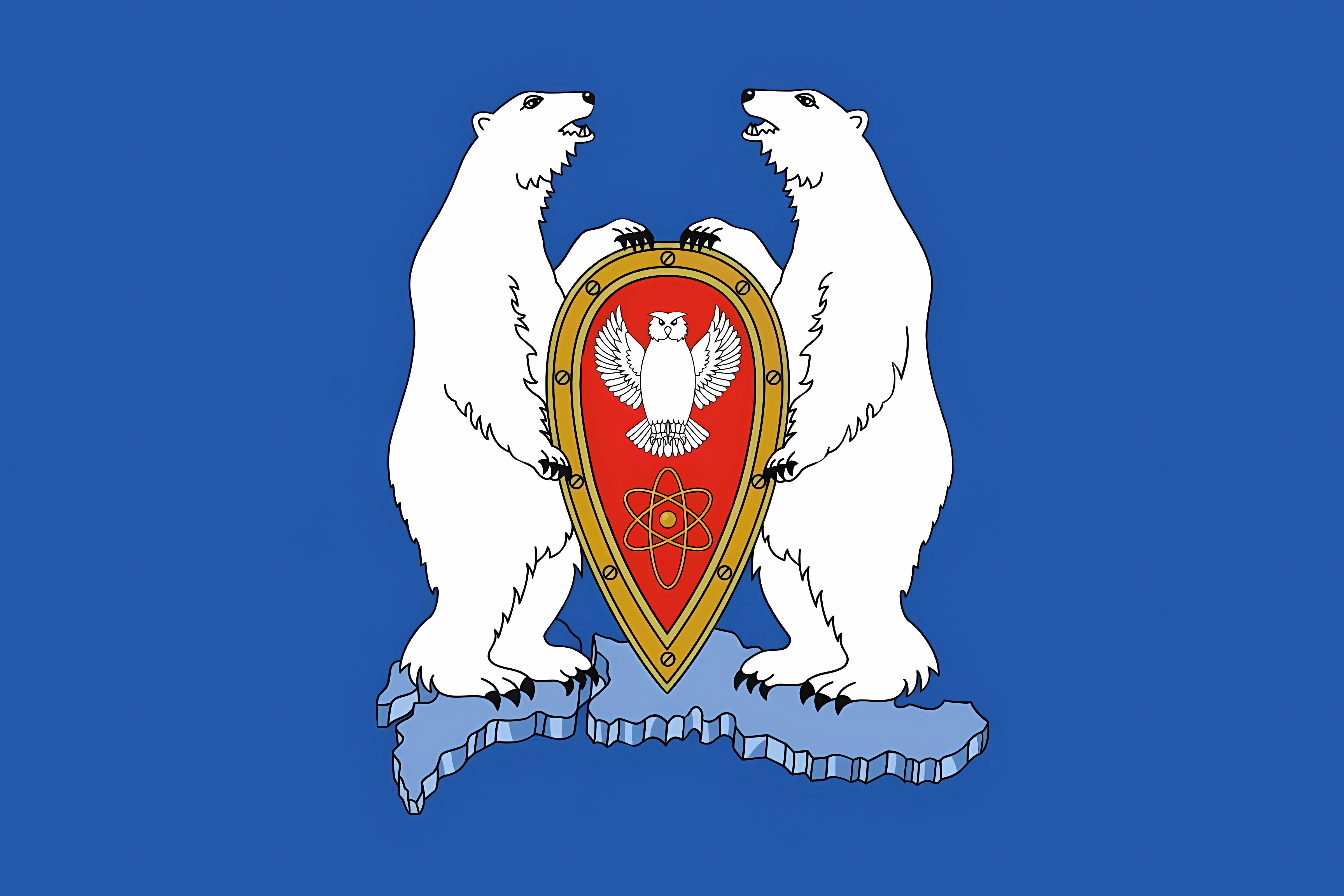
Rajón souostroví Nová země Poměr stran: 2:3
Novodvinsk Poměr stran: 2:3
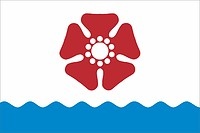
Severodvinsk Poměr stran: 2:3

Obecní okruhy

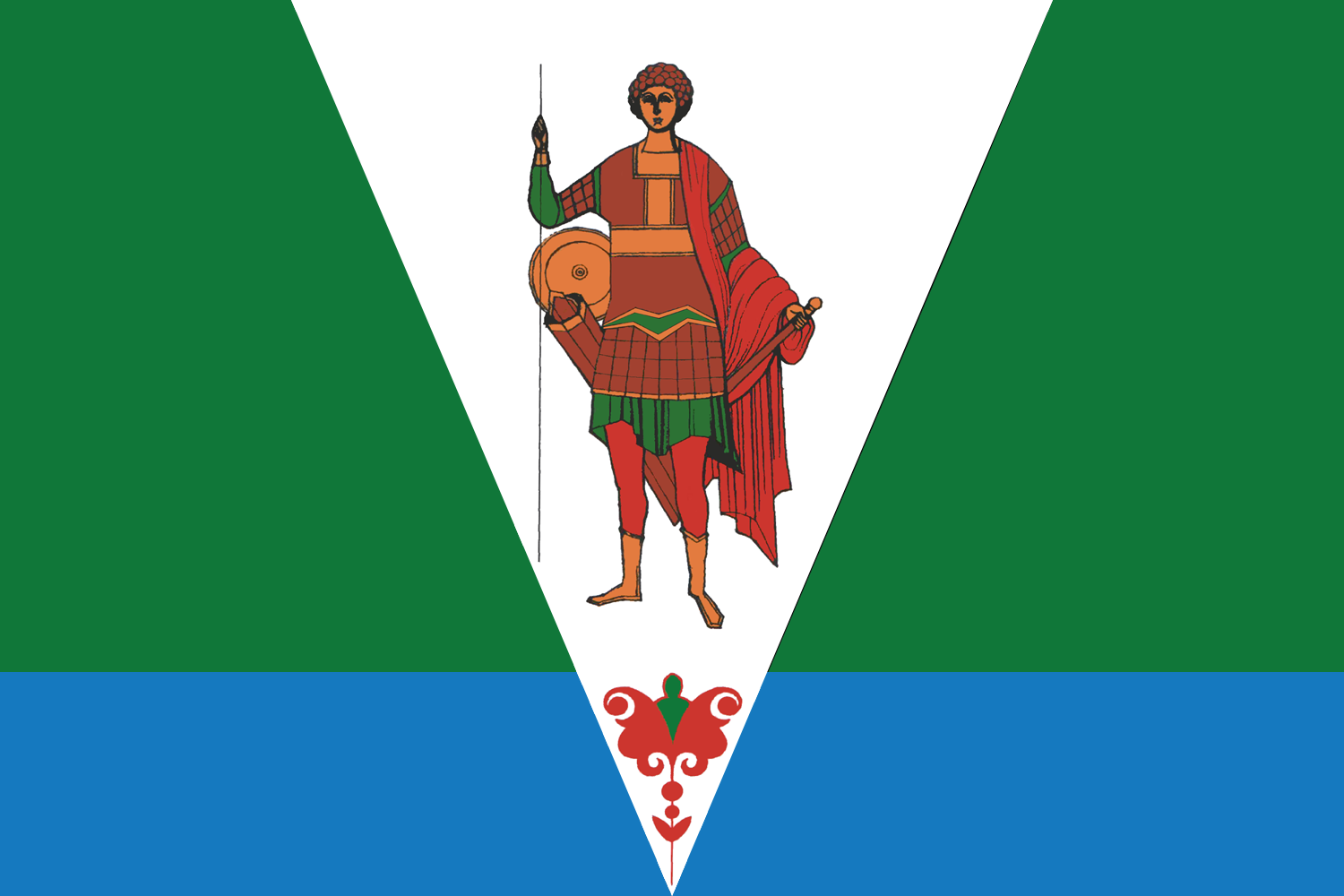
Verchnetoemský rajón Poměr stran: 2:3
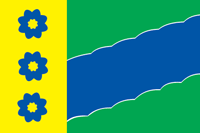
Vilegodský rajón Poměr stran: 2:3
Vinogradský rajón
Kargopolský rajón
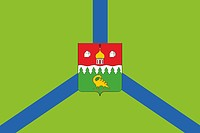
Kotlasský rajón
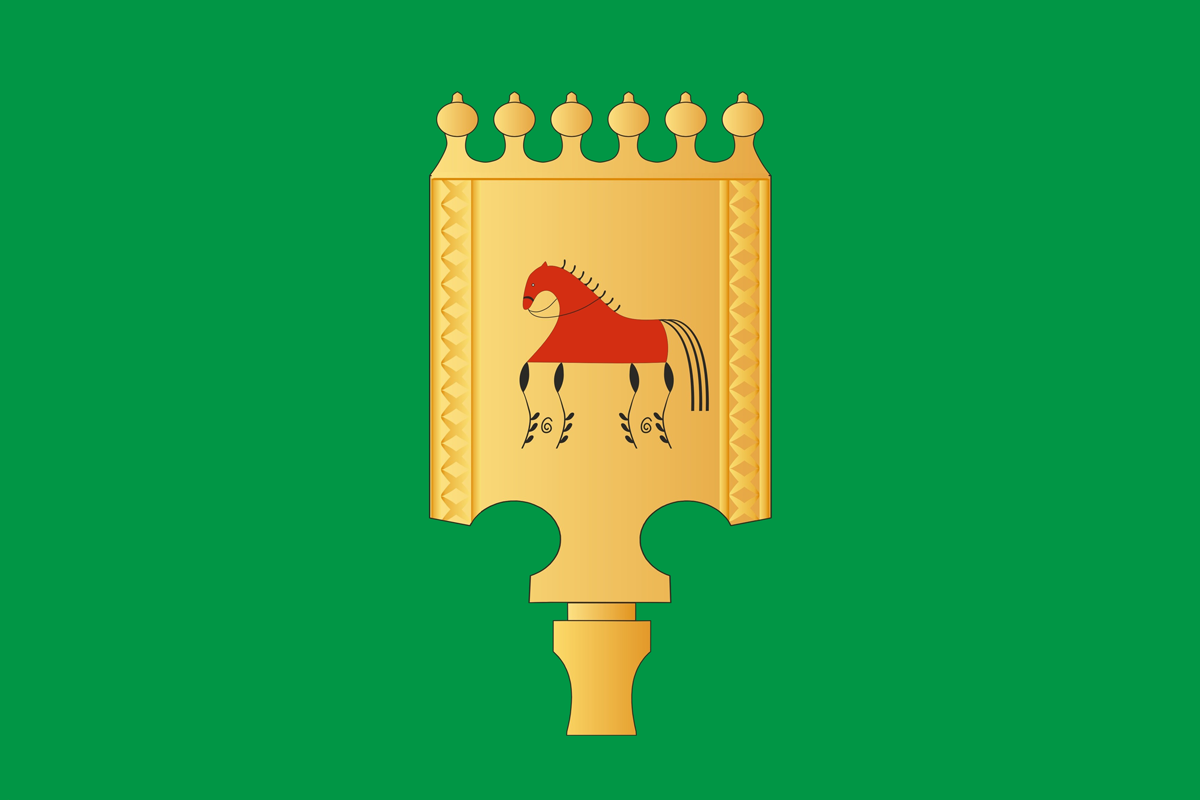
Lešukonský rajón Poměr stran: 2:3
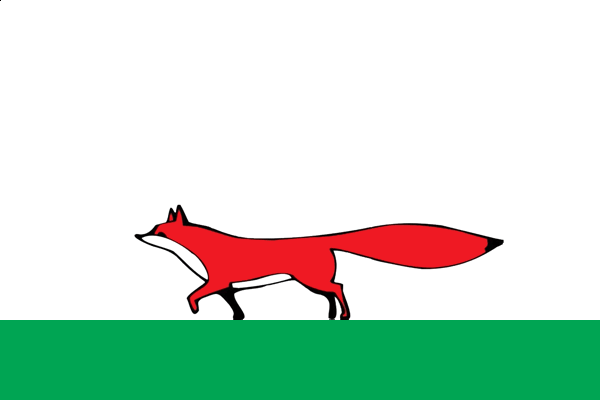
Mezenský rajón Poměr stran: 2:3
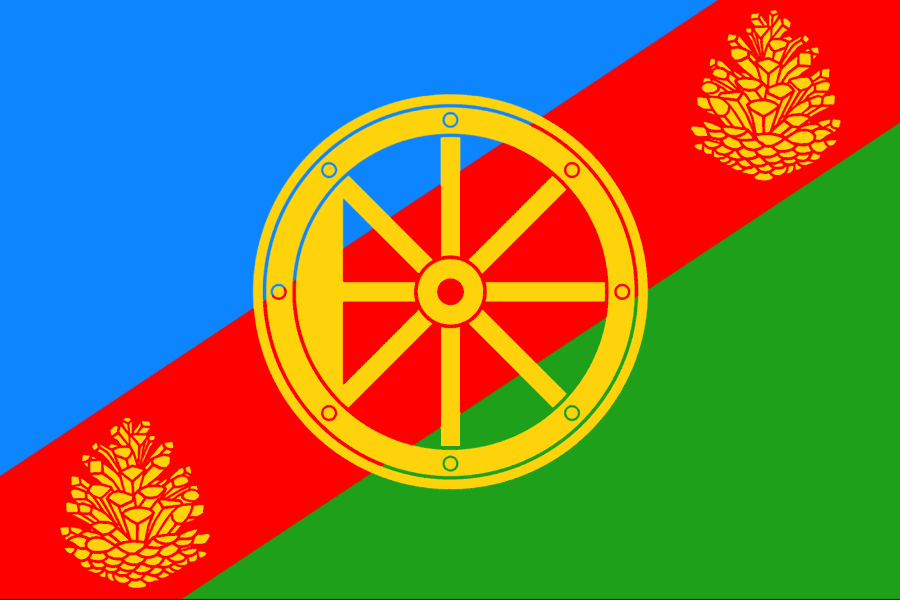
Njandomský rajón Poměr stran: 2:3
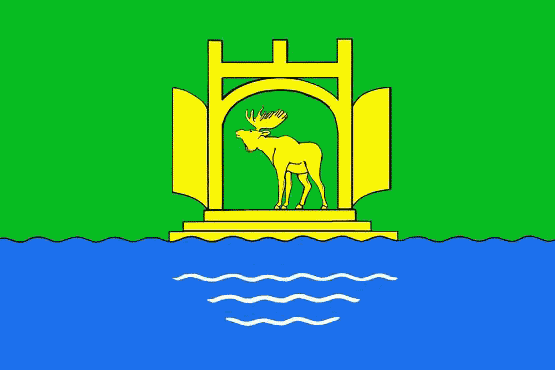
Plesecký rajón Poměr stran: 2:3
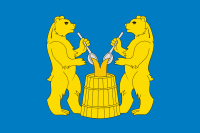
Usťjanský rajón Poměr stran: 2:3
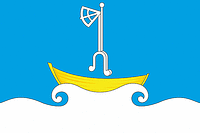
Cholmogorský rajón Poměr stran: 2:3
Šenkurský rajón Poměr stran: 2:3

Obecní rajóny
- Velský rajón
Poměr stran: 2:3
- Konošský rajón
Poměr stran: 2:3
- Krasnoborský rajón
Poměr stran: 2:3
- Lenský rajón
Poměr stran: 2:3
- Oněžský rajón
Poměr stran: 2:3
- Piněžský rajón
Poměr stran: 2:3
- Primorský rajón
Poměr stran: 2:3